# Rigoberto Cossio Godoy
Rigoberto Cossio Godoy (La Unión, 30 de agosto de 1919 - Rancagua, 26 de agosto de 2014) fue un industrial panificador y político chileno.
Fue hijo de Alfredo Cossio y Elena Godoy.
Dirigente sindical de los panificadores y de la CUT en Osorno. Fue elegido diputado por la vigesimotercera agrupación departamental Osorno y Río Negro por el Partido Socialista de Chile, en el periodo de 1961 a 1965. Integró la Comisión Permanente de Economía y Comercio.
Falleció el 26 de agosto de 2014 en la ciudad de Rancagua.  Sin embargo su funeral se realizó en la ciudad de Osorno, Chile.